# Édouard-Gaston Deville
 (avril 2018).
Si vous disposez d'ouvrages ou d'articles de référence ou si vous connaissez des sites web de qualité traitant du thème abordé ici, merci de compléter l'article en donnant les références utiles à sa vérifiabilité et en les liant à la section « Notes et références ».
Édouard-Gaston Daniel Deville (né le 21 février 1849 à La Charité-sur-Loire, en France, décédé le 21 septembre 1924 à Ottawa, au Canada) est notamment connu pour avoir perfectionné les techniques de photogrammétrie. Il a été l'arpenteur général du Canada de 1885 à 1924 et le directeur général du Bureau des arpentages du Canada de 1922 à 1924.